# Wandering Witch: The Journey of Elaina
Wandering Witch: The Journey of Elaina (englisch; japanischer Originaltitel 魔女の旅々 Majo no Tabitabi, literarisch übersetzt als Die Reise der Hexe) ist eine Anime-Fernsehserie des Studios C2C, die unter der Regie von Toshiyuki Tubooka entstand und auf der Light-Novel-Reihe "Majo no Tabitabi" von Jougi Shiraishi basiert.
Die Produktion des Anime wurde 2019 angekündigt und startete im Oktober 2020 im japanischen Fernsehen. Die Serie folgt der jungen Hexe Elaina auf ihrer Reise und ihren dabei erlebten Abenteuern. Wandering Witch wurde bei den Anime Trending Awards in mehreren Kategorien nominiert und erhielt mehrere Auszeichnungen.

## Handlung
Inspiriert von den Geschichten der Hexe Niké, welche Elaina als Kind gelesen hat, beschließt sie, eines Tages selbst eine Hexe werden zu wollen und auf Reisen zu gehen. So besteht sie bereits im Alter von nur 14 Jahren die Magieprüfung der Hexenschule. Um eine vollwertige Hexe werden zu können, muss sie trotz bestandener Prüfung, von einer voll ausgebildeten Hexe geschult werden, bis diese Elainas Fähigkeiten als Hexe anerkennt. Nachdem alle Hexen in ihrem Heimatort ihr eine Abfuhr erteilen, erfährt sie durch ein Gespräch ihrer Eltern, dass sich nicht weit von ihrem Dorf die mysteriöse Hexe des Sternenhimmels Fran niedergelassen hat. In der Hoffnung, dass diese Elaina als ihre Magieschülerin aufnimmt, beschließt sie, die Hexe des Sternenhimmels aufzusuchen. Zu ihrer Überraschung stimmt Fran, so der Name der mysteriösen Hexe, der Bitte Elainas zu und nimmt diese als ihre Schülerin bei sich auf.
Es stellt sich jedoch schnell heraus, dass Fran nicht daran denkt, Elaina Magie beizubringen. Als ein Monat vergangen ist fordert Fran Elaina zu einem Zauberduell heraus, das Elaina klar verliert. Als Elaina aufgrund der Niederlage zu weinen beginnt, offenbart Fran, dass sie von Elainas Eltern dafür bezahlt wurde, Elaina bei sich aufzunehmen um ihr Stärke nach erlittenen Rückschlägen zu geben. Fran verspricht, Elaina zu unterrichten. Als Fran Elaina nichts mehr beibringen kann und ihre Fähigkeiten als Hexe anerkennt, gibt sie Elaina aufgrund ihrer Haarfarbe den Hexennamen Hexe der Asche. Elaina spricht sich mit ihren Eltern aus und beginnt alsbald ihre eigene Reise. Mit dabei ist ein Tagebuch in dem sie all ihre Abenteuer niederschreibt.
So begegnet sie auf ihren Reisen den verschiedensten Personen: Einen Jungen, der Glück sammelt, um ein Mädchen, welches immerzu traurig ist, einen Moment des Glücks zu schenken; eine Prinzessin, die ihren Vater aus Groll über die Hinrichtung ihres Geliebten und des gemeinsamen Kindes in einen menschenverschlingenden Dämonen verwandelt und letztendlich ermordet; einen König, der Lügner verachtet und sich ein magisches Schwert anfertigen lässt, welches die Bewohner seines Landes nur noch Wahrheit sagen lässt, bis hin zu einer Hexenkollegin, die in die Vergangenheit reisen will um die Hinrichtung ihrer besten Kindheitsfreundin zu verhindern, welche sie einst selbst vollstreckte.

## Produktion
Am 19. Oktober 2019 wurde im Rahmen des GA Fes die Produktion einer Anime-Fernsehserie basierend auf die Light-Novel-Vorlage von Jougi Shiraishi bekanntgegeben. Die Produktion der Animeserie fand unter der Regie von Toshiyuki Kubooka im Studio C2C statt. Für das Drehbuch zeigte sich Kazuyuki Fudeyasu verantwortlich, während Takeshi Oda das Charakterdesign aufgrund der Vorlage des Illustrators Azure übernahm. Die Musik, die in der Animeserie zu hören ist, wurde vom Musiker AstroNoteS komponiert und produziert und erschien am 27. Januar 2021 als eigenständiges Musikalbum. Das Lied im Vorspann heißt Literature (Originaltitel リテラチュア Riterachua) und wurde von Reina Ueda interpretiert, während ChouCho mit Haiiro no Saga das Abspannlied einsangen.
Jougi Shiraishi äußerte in einem Interview mit dem japanischen Newstype-Magazin, wie die Interaktion mit dem Anime-Produktion stattgefunden habe, dass er lediglich eine einzige Bitte geäußert habe, keine Unterhosen zu zeigen, da er wollte, dass dieser Anime von Menschen jeden Alters angesehen werden kann. In einem weiteren Interview erklärte Shiraishi, dass diese Bitte außerhalb Japans amüsiert wahrgenommen wurde vertiefte in seinem Statement den Hintergrund zu seiner Bitte auf Höschenblitzer – so genannte Panchira – zu verzichten. Dies begründete er damit, dass viele Umsetzungen die das machen dazu neigen, eine sexualisierte Sache zu werden und den Kreis der Zuschauerschaft zu sehr einschränken würden.
Der Anime umfasst zwölf Episoden.

### Synchronisation
| Rolle                          | Japanische Stimme (Seiyū) |
| ------------------------------ | ------------------------- |
| Aschgraue Hexe Elaina          | Kaede Hondo               |
| Sternenstaub-Hexe Fran         | Kana Hanazawa             |
| Kohlehexe Saya                 | Tomoyo Kurosawa           |
| Nachthexe Sheila               | Yōko Hikasa               |
| Elainas Mutter/Wanderhexe Niké | Shizuka Itō               |

## Veröffentlichung
Im September 2020 wurde angekündigt, dass die Serie am 2. Oktober 2020 im japanischen Fernsehen startet. Der US-amerikanische Streamingdienstleister Funimation kündigte an, sich die Rechte am Simulcast in den Vereinigten Staaten und im Vereinigten Königreich gesichert zu haben. Zudem sicherte sich das Unternehmen, die Lizenz für eine Veröffentlichung der Serie in englischer Synchronisation.
Muse Asia zeigte den Anime auf dem offiziellen YouTube-Kanal für die südostasiatische Region, Indien und Bangladesch. Wakanim erhielt das Recht, die Serie in mehreren europäischen Regionen im Simulcast zu zeigen. Im deutschsprachigen Raum wurde die Serie nicht im Simulcast gezeigt. Im Februar 2021 wurde jedoch bekannt gegeben, dass die Serie komplett auf Wakanim in Originalsprache mit deutschen Untertiteln unter dem Titel Elainas Reise verfügbar ist. Dies wurde notwendig, da das Unternehmen zu viele Lizenzen für diesen Zeitraum gesichert hatte und zu dem Zeitpunkt zu wenige Mitarbeiter bei Wakanim beschäftigt waren.
Der Anime-Publisher Animoon gab auf seinem Panel während der AnimagiC am 3. August 2024 bekannt, die Serie für eine deutschsprachige Disc-Veröffentlichung lizenziert zu haben.

### Episodenliste
| Nr. | Deutscher Titel                                                  | Originaltitel                                                                             | Erstausstrahlung Japan | Deutschsprachige Erstveröffentlichung (–) | Regie | Drehbuch |
| --- | ---------------------------------------------------------------- | ----------------------------------------------------------------------------------------- | ---------------------- | ----------------------------------------- | ----- | -------- |
| 1 | Elaina, die Hexe in Ausbildung                                   | 魔女見習いイレイナ Majo Minarai Elaina                                                    | 02. Okt. 2020          | –                                         | –     | –        |
| Inspiriert von den Geschichten der Hexe Niké beschließt die junge Elaina, selbst Hexe werden zu wollen und auf Reisen zu gehen. Das Training zur vollwertigen Hexe stellt sich allerdings als schwierig heraus, denn trotz bestandener Magieprüfung findet sie keine Hexe, die sie unterrichten will, bis sie in einem Gespräch ihrer Eltern von der Hexe des Sternenhimmels Fran erfährt, die sich in der Nähe ihres Heimatortes aufhalten soll. Elaina beschließt, Fran aufzusuchen in der Hoffnung, dass diese sie als Schülerin aufnimmt. Sie stimmt zu, doch das Training stellt sich recht schnell als unkonventionell heraus. |                                                                  |                                                                                           |                        |                                           |       |          |
| 2 | Das Land der Magier                                              | 魔法使いの国 Mahō Tsukai no Kuni                                                          | 09. Okt. 2020          | –                                         | –     | –        |
| Nachdem Elaina zur vollwertigen Hexe geworden ist, bricht sie zu ihrer eigenen Reise auf und erreicht das Land der Magier. Dort stößt sie mit Saya, einer Hexennovizin, die aus einem fernöstlichen Land stammt, zusammen und verliert infolgedessen ihre Hexenbrosche, weswegen sie keine Unterkunft findet. In einer heruntergekommenen Herberge trifft sie abermals auf Saya. Gemeinsam beschließen sie nach der Brosche zu suchen. Zudem gibt Elaina Saya Unterricht, damit sie die Magieprüfung bestehen kann. Als Elaina eine Zeugin des Unfalles mit Saya befragt, findet diese heraus, dass Saya die Brosche eingesteckt hat. In der Herberge stellt Elaina Saya zur Rede. Saya war gemeinsam mit ihrer jüngeren Schwester im Land der Magier, um Hexen zu werden: Da ihre Schwester ihre Prüfung bestanden hat, wurde diese beordert die Stadt zu verlassen, woraufhin Saya einsam wurde. |                                                                  |                                                                                           |                        |                                           |       |          |
| 3 | Das Mädchen so hübsch wie eine Blume Flaschenglück               | 花のように可憐な彼女 瓶詰めの幸せ Hana no You ni Karen na Kanojo Binzume no Shiawase      | 16. Okt. 2020          | –                                         | –     | –        |
| Doppelfolge: Elaina findet auf ihre Reise eine Blumenwiese, wo ein Mädchen ihr einen Blumenstrauß mit der Bitte mitgibt, diesen am nächstgelegenen Ort jemanden zu überreichen. Am Tor der nächsten Stadt entreißt ein junger Wächter ihr den Strauß. Sie erfährt von einer anderen Wache, dass die Blumen verflucht sind und deswegen vernichtet werden müssen. Am nächsten Morgen besucht Elaina die Blumenwiese erneut und sieht den jungen Wächter, der ihr am Vorabend die Blumen entrissen hat. Dieser wurde Opfer des Fluches. Am Folgetag trifft Elaina einen magiekundigen Jungen, der Glück in einer Flasche sammelt, um diese Nino, einem Mädchen im Dienst seiner Familie, schenken zu können. Dies erinnert die aschgraue Hexe Elaina an eine Märchengeschichte mit einer ähnlichen Handlung, jedoch kann diese sich nicht an das Ende des Märchens erinnern. Sie nimmt das Angebot, bei seiner Familie zu Abend zu essen an. Sie trifft auf das Dienstmädchen und den Vater des Jungen, welcher sich als jähzornig und brutal herausstellt. In einem ruhigen Moment überreicht der Junge Nino ihr Geschenk in der Hoffnung, ihre Traurigkeit wegzaubern zu können, ist dabei jedoch erfolglos. Elaina erinnert sich bei ihrer Abreise an den Ausgang der Geschichte, welche auf tragische Weise in einem Suizid endet. |                                                                  |                                                                                           |                        |                                           |       |          |
| 4 | Die Prinzessin ohne Untertanen                                   | 民なき国の王女 Tami Naki Kuni no Majo                                                     | 23. Okt. 2020          | –                                         | –     | –        |
| Auf ihrer Reise erreicht Elaina eine verwüstete Stadt. Das einzige Gebäude, welches nicht zerstört wurde, wird von der Prinzessin Mirarosé bewohnt, die tagtäglich gegen einen menschenverschlingenden Dämon namens Javalier kämpfen muss. Es stellt sich heraus, dass das Monster der Vater der Prinzessin ist, welcher von ihrer Tochter verflucht wurde, nachdem dieser ihren Geliebten – einen Hofkoch – sowie ihr neugeborenes Kind vor ihren Augen hinrichten ließ. |                                                                  |                                                                                           |                        |                                           |       |          |
| 5 | Königliche Celesteria                                            | 王立セレステリア Ōritsu Celesteria                                                        | 30. Okt. 2020          | –                                         | –     | –        |
| Elaina erreicht die Stadt Celesteria. In dieser Stadt befindet sich eine Zauberakademie, zu der ihr jedoch von einer Wache der Zutritt verwehrt wird. Auf der Suche nach einer Unterkunft wird sie von Schülern der Akademie verfolgt, kann jedoch immer wieder fliehen. Eine ihr bekannte Stimme stoppt das Katz-und-Maus-Spiel. Fran, die Hexe des Sternenhimmels, ist an der Akademie als Lehrerin tätig. Elaina beschließt, die Schüler beim Erlernen der Magie zu unterstützen. |                                                                  |                                                                                           |                        |                                           |       |          |
| 6 | Das Land der Wahrsager                                           | 正直者の国 Shōjikimon no Kuni                                                             | 06. Nov. 2020          | –                                         | –     | –        |
| Die Hexe der Asche, Elaina, erreicht das Land der Wahrsager, welches erst vor wenigen Monaten gegründet wurde. Dort trifft sie auf Saya, die inzwischen eine vollwertige Hexe geworden ist und nun für die Hexerei-Vereinigung arbeitet, sowie auf die Hofhexe Eihemia, die dem König ein magische Artefakt in Form eines Schwertes anfertigen ließ, welches die Bewohner davon abhält zu lügen. Elaina, Saya und Eihemia beschließen, das Schwert zu vernichten. |                                                                  |                                                                                           |                        |                                           |       |          |
| 7 | Die von Reisenden geschnitzte Wand Das traubenstampfende Mädchen | 旅人が刻む壁 ぶどう踏みの少女 Tabibito ga Kizamu Kabe Budō Fumi no Shōjo                  | 13. Nov. 2020          | –                                         | –     | –        |
| Doppelfolge: Elainas Mutter erzählt eine Geschichte von einer Stadt, die durch eine Mauer getrennt ist, da sich die Bürger der beiden Stadthälften nicht vertragen. Die Wanderhexe Niké gibt beiden Seiten jeweils den Rat, Reisende darum zu bitten, etwas in die Mauer zu ritzen wie sehr es ihnen in der Stadt gefällt. Jahre später erreicht eine andere Hexe die Stadt und die Bewohner bitten sie um Rat, was sie tun könnten, da sich die Idee der Wanderhexe abgenutzt hat, woraufhin diese vorschlägt, dass die Leute alles mögliche in die Mauer ritzen könnten. Als Elaina in die Stadt kommt muss sie feststellen, dass die Mauer zerstört wurde und die Bewohner beider Stadtteile friedlich miteinander leben. Ein Großvater erzählt seinem Enkel auf dessen Frage, wie das Traubenweitwurf-Festival zustande gekommen ist, von der Ankunft Elainas in ihr Dorf. „Das Dorf“, so der Großvater, war mit „Diesem Dorf“ verfeindet, da sich beide Dörfer der Weinproduktion verschrieben haben, „dieses Dorf“ aber aufgrund der Werbung erfolgreicher ist als „Das Dorf“, weswegen sie Elaina bitten, Trauben zu stampfen. Angespornt durch das rivalisierende Dorf hilft Elaina den Dorfbewohnern aus, kann aber bei Weitem nicht so viel Wein produzieren. So finden sie heraus, dass die Werbung „Dieses Dorf“ auf einer falschen Werbeaussage beruht, worauf sich die Bewohner beider Dörfer gegenseitig mit Trauben bewerfen während Elaina angetrunken involviert wird. |                                                                  |                                                                                           |                        |                                           |       |          |
| 8 | Der Aufreißer                                                    | 切り裂き魔 Kirisaku Ma                                                                    | 20. Nov. 2020          | –                                         | –     | –        |
| Elaina trifft in einer kleinen Stadt auf die Nachthexe Sheila, die im Rahmen von Ermittlungen für die Hexerei-Vereinigung im Ort ist. Dort hat sich ein Krimineller, den die Leute nur „den Aufreißer“ nennen, niedergelassen. Dieser schneidet seinen – ausschließlich weiblichen Opfern – im Schlaf die Haare ab und verarbeitet diese in seinen Puppen. Elaina stellt fest, dass in jedem Haus des Ortes Puppen sind, die Elaina als gruselig empfindet. In einem Geschäft für Puppen erhält sie das Angebot, eine Puppe mitnehmen zu dürfen, was sie aber ablehnt. Als Elaina im Schlaf zum Opfer des Aufreißers wird, beschließt sie, Sheila bei den Ermittlungen zu helfen. |                                                                  |                                                                                           |                        |                                           |       |          |
| 9 | Ein tiefer Kummer aus der Vergangenheit                          | 遡る嘆き Sakanoboru Nageki                                                                | 27. Nov. 2020          | –                                         | –     | –        |
| Da Elaina allmählich das Geld ausgeht beschließt sie, eine Arbeit aufzunehmen und kommt so in den Kontakt mit der Hexe Estelle. Diese möchte, dass Elaina mit ihr zehn Jahre in die Vergangenheit reist um ihre beste Kindheitsfreundin Selena vor der Hinrichtung zu bewahren, da Selena nach dem Tod ihrer Eltern und durch den Missbrauch durch ihren Onkel zu einer Mörderin wird und nach einem Todesurteil durch Estelles Hand stirbt. Es stellt sich aber heraus, dass Estelle die Mörderin ihrer Eltern ist. Wütend darüber, von Selene hintergangen geworden zu sein und sich umsonst zehn Jahre lang Vorwürfe gemacht zu haben, bringt Estelle Selene eigenständig um. |                                                                  |                                                                                           |                        |                                           |       |          |
| 10 | Die zwei Lehrer                                                  | 二人の師匠 Futari no Shishō                                                               | 04. Dez. 2020          | –                                         | –     | –        |
| Die Nachthexe Sheila und die Sternenstaub-Hexe nehmen sich Urlaub und beschließen, diesen gemeinsam zu verbringen. Dabei schwelgen sie in gemeinsamen Erinnerungen: Beide waren Lehrlinge unter der Wanderhexe Niké und konnten sich, nicht zuletzt aufgrund ihrer vollkommen entgegengesetzten Persönlichkeiten, nicht leiden. Doch das ändert sich, als die drei Hexen in eine Hafenstadt gesandt werden, in der eine Verbrecherbande Hass auf Magier schürt. Die beiden Lehrlinge werden beauftragt, die Bande festzunehmen. Dieses gelingt, doch der Kopf der Verbrecher schwört Rache. Zehn Jahre nach den Geschehnissen sucht Elaina ebenfalls diese Stadt auf. |                                                                  |                                                                                           |                        |                                           |       |          |
| 11 | Die zwei Lehrlinge                                               | 二人の弟子 Futari no Deshi                                                                | 11. Dez. 2020          | –                                         | –     | –        |
| Als Elaina die Stadt aus Nikés Erzählungen erreicht muss sie feststellen, dass die Verbrecherbande auch zehn Jahre nach den Ereignissen, in die ihre Lehrmeisterin verwickelt war, nach wie vor aktiv ist. Auch Saya ist in der Stadt und soll eine Schatulle in der Zweigstelle der Hexerei-Vereinigung überbringen. Als Elaina und Saya aufgrund eines magischen Geschosses ihre Körper tauschen und Elaina unwissend die Box öffnet, verbreitet sich in der ganzen Stadt ein magischer Rauch, welcher die Stadt in Chaos versinken lässt. Elaina und Saya können die Verbrecher dennoch festnehmen und den Fluch rückgängig machen. |                                                                  |                                                                                           |                        |                                           |       |          |
| 12 | Die Geschichte aller weltlichen Aschehexen                       | ありとあらゆるありふれた灰の魔女の物語 Ari to Arayuru Arifureta Hai no Majo no Monogatari | 18. Dez. 2020          | –                                         | –     | –        |
| Elaina trifft im Land der Wünsche auf 15 verschiedene Versionen ihrer selbst, die sich in Mirarosés Schloss vor der „bösartigen Elaina“ versteckt halten. Die verschiedenen Versionen von Elaina haben unterschiedliche Persönlichkeitszüge, sind Schleime oder zum Ghul geworden. Als die bösartige Elaina ihre anderen Versionen auffindet, entbrennt ein heftiger Kampf, welcher am Ende jedoch unentschieden endet. Elaina und ihre scheinbare böse Version unterhalten sich und können sich aussöhnen. Sie lesen sich gegenseitig aus ihren Reisetagebüchern vor, damit jede von den Abenteuern der anderen Elaina erfährt. Gemeinsam suchen sie nach einem passenden Titel für ihr Tagebuch: Elainas Reisen. |                                                                  |                                                                                           |                        |                                           |       |          |

## Besprechungen
Die erste Episode der Anime-Fernsehserie wurde von mehreren Redakteuren der Online-Plattform Anime News Network überwiegend positiv aufgenommen. So vergaben Nicholas Dupree und James Beckett die volle Punktzahl, während Caitlin Moore die erste Folge mit viereinhalb von fünf möglichen Bewertungspunkten bedachte. So wurden unter anderem die Animation und frauenrechtliche Situation gelobt. Für diverse Redakteure entpuppte sich die erste Episode als positive Überraschung. Die übrigen elf Episoden wurden ebenfalls bei Anime News Network besprochen.
In einer Besprechung von Abdul Saad von Anitrendz analysierte dieser das Handeln der Protagonistin Elaina. So, laut Saad, flieht Elaina vor unangenehmen Situationen und erkennt oftmals nicht, wenn Menschen in einer Notsituation stecken oder hilft den Leuten nur dann, wenn sich daraus ein persönlicher Nutzen für sie ergibt, was wohl auf ein Versprechen zurückzuführen ist, welches Elaina in der ersten Episode ihrer Mutter gab. Viele Begegnungen haben einen düsteren Hintergrund. In der zwölften Episode, die Saad als „knapp vor der Perfektion“ beschrieb, hat Elaina die Möglichkeit ihre Handlungen zu reflektieren, als sie sich mit ihren anderen Ichs auseinandersetzt. Leider, so der Rezensent, hat diese Episode keine positiven Auswirkung auf ihr Denken über sich selbst erreicht.

### Auszeichnungen und Nominierungen
| Jahr                  | Auszeichnung                           | Kategorie                              | für       | Resultat      | Quellen |
| --------------------- | -------------------------------------- | -------------------------------------- | --------- | ------------- | ------- |
| 2020                  |                                        |                                        |           |               |         |
| Anime Trending Awards | Animeserie des Jahres                  | Wandering Witch: The Journey of Elaina | 3. Platz  | [ 19 ] [ 20 ] |         |
| Anime Trending Awards | Abenteuer-Anime des Jahres             | Wandering Witch: The Journey of Elaina | Gewonnen  | [ 19 ] [ 20 ] |         |
| Anime Trending Awards | Fantasy- oder Magical-Anime des Jahres | Wandering Witch: The Journey of Elaina | Gewonnen  | [ 19 ] [ 20 ] |         |
| Anime Trending Awards | Bestes Szenario und Visuals            | Wandering Witch: The Journey of Elaina | Gewonnen  | [ 19 ] [ 20 ] |         |
| Anime Trending Awards | Vorspanntitel des Jahres               | Reina Ueda – Literature                | 9. Platz  | [ 19 ] [ 20 ] |         |
| Anime Trending Awards | Abspanntitel des Jahres                | ChouCho – Haiiri no Saga               | 13. Platz | [ 19 ] [ 20 ] |         |
| Anime Trending Awards | Beste Synchronsprecherin               | Kaede Hondo als Elaina                 | 5. Platz  | [ 19 ] [ 20 ] |         |
| Anime Trending Awards | Mädchen des Jahres                     | Elaina                                 | 2. Platz  | [ 19 ] [ 20 ] |         |
| Anime Trending Awards | Pärchen des Jahres                     | Elaina x Saya                          | 9. Platz  | [ 19 ] [ 20 ] |         |